# Bahadurganj (Nepal)
Bahadurganj (trl. Bahādurgañj, trb. Bahadurgańdź, nep. बहादुरगञ्ज) – gaun wikas samiti w zachodniej części Nepalu w strefie Lumbini w dystrykcie Kapilvastu. Według nepalskiego spisu powszechnego z 2001 roku liczył on 1499 gospodarstw domowych i 10 081 mieszkańców (4846 kobiet i 5235 mężczyzn).